# L'Équipe
L'Équipe (pronunție în franceză [leˈkip], în traducere "echipa") este un ziar francez cotidian național, dedicat sportului și deținut de Éditions Philippe Amaury. Ziarul este renumit pentru tratarea pe larg a subiectelor din fotbal, rugby, sporturi cu motor și ciclism. Predecesorul său a fost ziarul L'Auto, care în 1903 a inițiat cursa de ciclism Tour de France.

## Directori
- 1946-1984: Jacques Goddet
- 1984-1993: Jean-Pierre Courcol
- 1993-2002: Paul Roussel
- 2003-2008: Christophe Chenut
- 2008- : François Morinière

## Editori
- 1946-1954: Marcel Oger
- 1954-1970: Gaston Meyer
- 1970-1980: Edouard Seidler
- 1980-1987: Robert Parienté
- 1987-1989: Henri Garcia
- 1989-1990: Noel Couëdel
- 1990-1992: Gérard Ernault
- 1993-2003: Jérôme Bureau
- 2003- : Claude Droussent și Michel Dalloni